# Uchiura (zatoka)
Zatoka Uchiura (jap. 内浦湾 Uchiura-wan, także Funka-wan) – zatoka w Japonii, położona od wschodniej strony nasady półwyspu Oshima, na południu wyspy Hokkaido. Stanowi zatopiony przez wody Oceanu Spokojnego fragment rozległej pojedynczej kaldery o średnicy ponad 40 km. 
Jeden z głównych rejonów wydobycia piasków żelazistych oraz hodowli przegrzebków i blaszecznic w Japonii.